# Anna Mikołejko
Anna Mikołejko, właśc. Bogusława Anna Mikołejko (ur. 1951) – polska socjolożka religii i kultury, historyk idei.

## Działalność naukowa i publikacje
Anna Mikołejko jest profesorką Uniwersytetu Warszawskiego (Instytut Kultury Polskiej); była profesorem niepublicznej Wyższej Szkoły Dziennikarskiej im. Melchiora Wańkowicza w Warszawie. 
W swoich badaniach zajmowała się między innymi kontrkulturą młodzieżową, sektami apokaliptycznymi i satanizmem, rzeczywistością wirtualną i kryzysem autorytetów w Polsce, przemianami religijności i kultury religijnej, a obecnie pracuje nad obrazem polskiej tradycji ezoterycznej w XIX i XX wieku.
Artykuły publikowała m.in. w "Gazecie Wyborczej", "Edukacji i Dialogu", "Euhemerze", "Konfrontacjach", "Kwartalniku Szkolnym", "Nowych Książkach", "Nowym Wyrazie", "Przeglądzie Religioznawczym", "Społeczeństwie Otwartym", "Studiach Religioznawczych", "Tygodniku Kulturalnym", "Wychowaniu Obywatelskim", "Życiu Warszawy".
Była zastępczynią redaktora naczelnego miesięcznika "Społeczeństwo Otwarte" (1990-1998) oraz prezeską wydającej go fundacji. Członkini Rady Programowej Instytutu Psychologii Mitu. 
Autorka ok. 200 publikacji naukowych i eseistycznych.

## Ważniejsze publikacje książkowe
Autorka:
- Poza autorytetem? Społeczeństwo polskie w sytuacji anomii. Warszawa 1991
- Społeczne Towarzystwo Oświatowe. Z dziejów oświaty niezależnej w Polsce. Warszawa 1997
- Tradycja i nowe drogi wiary. Obrazy religijności polskiej w latach 1918-1939. Warszawa 2001

Współatorka prac zbiorowych:
- Wybrane problemy kultury katolickiej i polityki kulturalnej Kościoła (1988),
- Apokalipsy i kultury (1996),
- Human Development Report. Poland '98 (1999),
- Wiedza o kulturze polskiej u progu XXI wieku (2000),
- Leksykon socjologii religii (2004),
- Katolicyzm polski w warunkach Unii Europejskiej: szanse, zagrożenia, obawy i nadzieje (2004), *Religia, prawo, reklama. Dylematy kultury współczesnej (2006),
- Ucieleśnienia. Ciało w zwierciadle współczesnej humanistyki (2007),
- Oblicza religii i religijności (2008).